# Zbigniew Lewandowski (lekkoatleta)
Zbigniew Lewandowski (ur. 9 lutego 1930 w Grodnie, zm. 1 listopada 2020) – polski lekkoatleta, skoczek wzwyż, mistrz, rekordzista i reprezentant Polski, nauczyciel akademicki.

## Życiorys
Był zawodnikiem wrocławskich klubów Budowlani (1949-1956), Gwardii (1957-1959) i Czarnych. 
Należał do tzw. Wunderteamu. Dwukrotnie wystąpił na mistrzostwach Europy, w 1954 zajął 8. miejsce, z wynikiem 1,90 m, w 1958 był 13. z wynikiem 1,96 m. 22 razy reprezentował Polskę w meczach międzypaństwowych, odnosząc 5 zwycięstw. W 1954 został akademickim wicemistrzem świata, z wynikiem 1,99 m
Był czterokrotnym mistrzem Polski: w 1953, 1954, 1956 i 1957. Srebrny medal zdobył w 1952, a brązowy w 1960. W 1956 został halowym mistrzem Polski, w 1951 halowym wicemistrzem Polski. 
Siedem razy ustanawiał rekord Polski, od 1,97 m w 1954 do 2,05 m w 1957. Jako pierwszy Polak skoczył 2 metry wzwyż (12 maja 1957) oraz przekroczył tę wysokość (2,02 m w dniu 19.05.1957). Jego rekord życiowy wynosi 2,06 m.
W 1955 ukończył studia na Wydziale Lekarskim Akademii Medycznej we Wrocławiu, w 1967 obronił pracę doktorską, był pracownikiem Wyższej Szkoły Wychowania Fizycznego, następnie Akademii Wychowania Fizycznego we Wrocławiu, od sierpnia 1980 do lutego 1981 był prorektorem ds. dydaktyczno-wychowawczych, w latach 1985-1990 prorektorem ds. dydaktyki. Kierował Pracownią Higieny Wychowania Fizycznego i Sportu.
W latach 1978–1985 był prezesem AZS AWF Wrocław. W 1993 otrzymał Medal Kalos Kagathos.
Został pochowany 12 listopada 2020 na Cmentarzu Osobowickim we Wrocławiu.

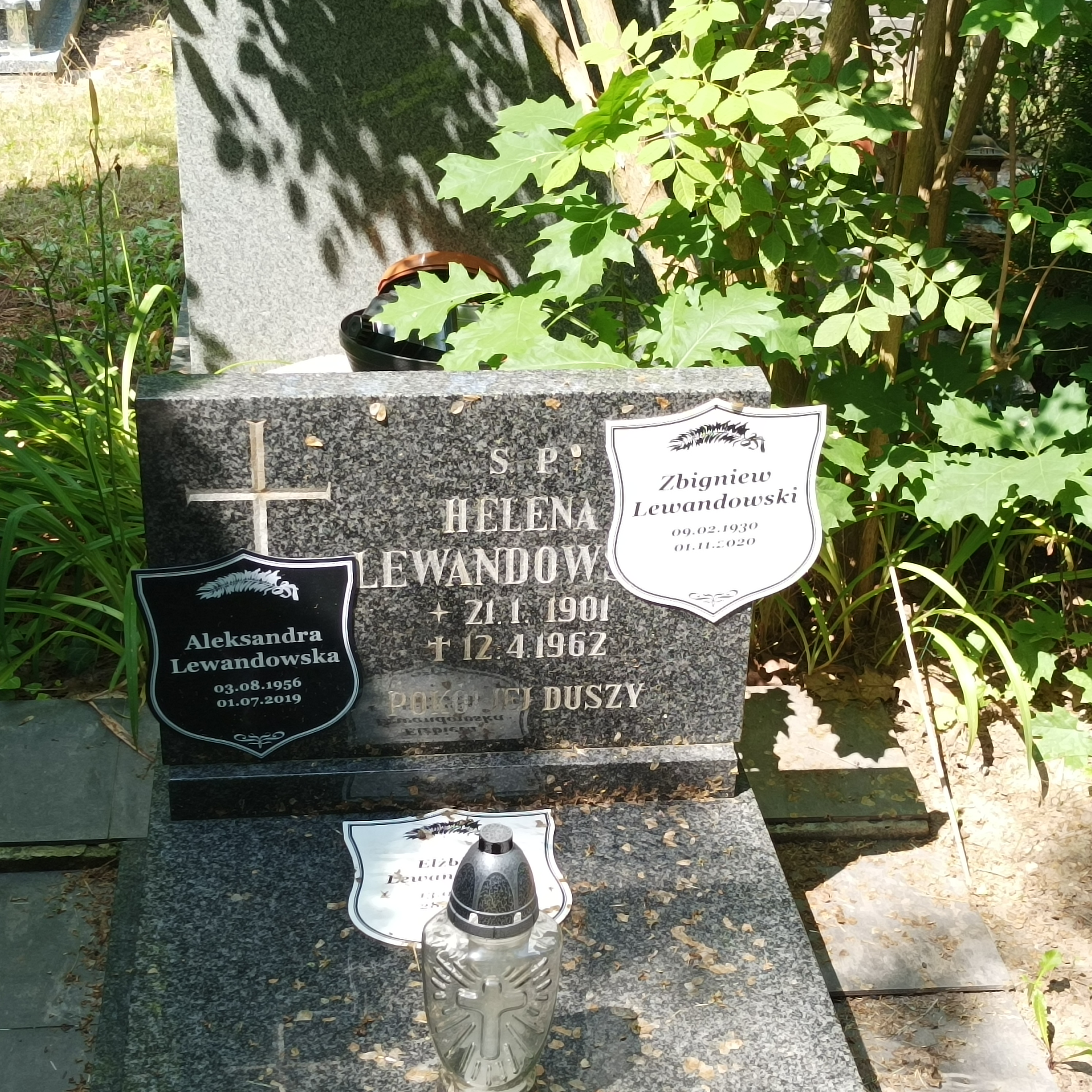
Grób Zbigniewa Lewandowskiego na Cmentarzu Osobowickim